# 永宁街道 (洛宁县)
永宁街道，是中华人民共和国河南省洛陽市洛宁县下辖的一个乡镇级行政单位。2022年撤城关镇改街道。

## 行政区划
永宁街道下辖以下地区：
兴宁东路社区、康复东路社区、政通路社区、军民路社区、西关社区、东关村、西街村和凤翔村。